# اوداتسوشیمیزو، ایشیکاوا
اوداتسوشیمیزو، ایشیکاوا (به لاتین: Hōdatsushimizu, Ishikawa) یک منطقهٔ مسکونی در ژاپن است که در استان ایشیکاوا واقع شده‌است. اوداتسوشیمیزو ۱۴٬۷۴۱ نفر جمعیت دارد.

## نگارخانه

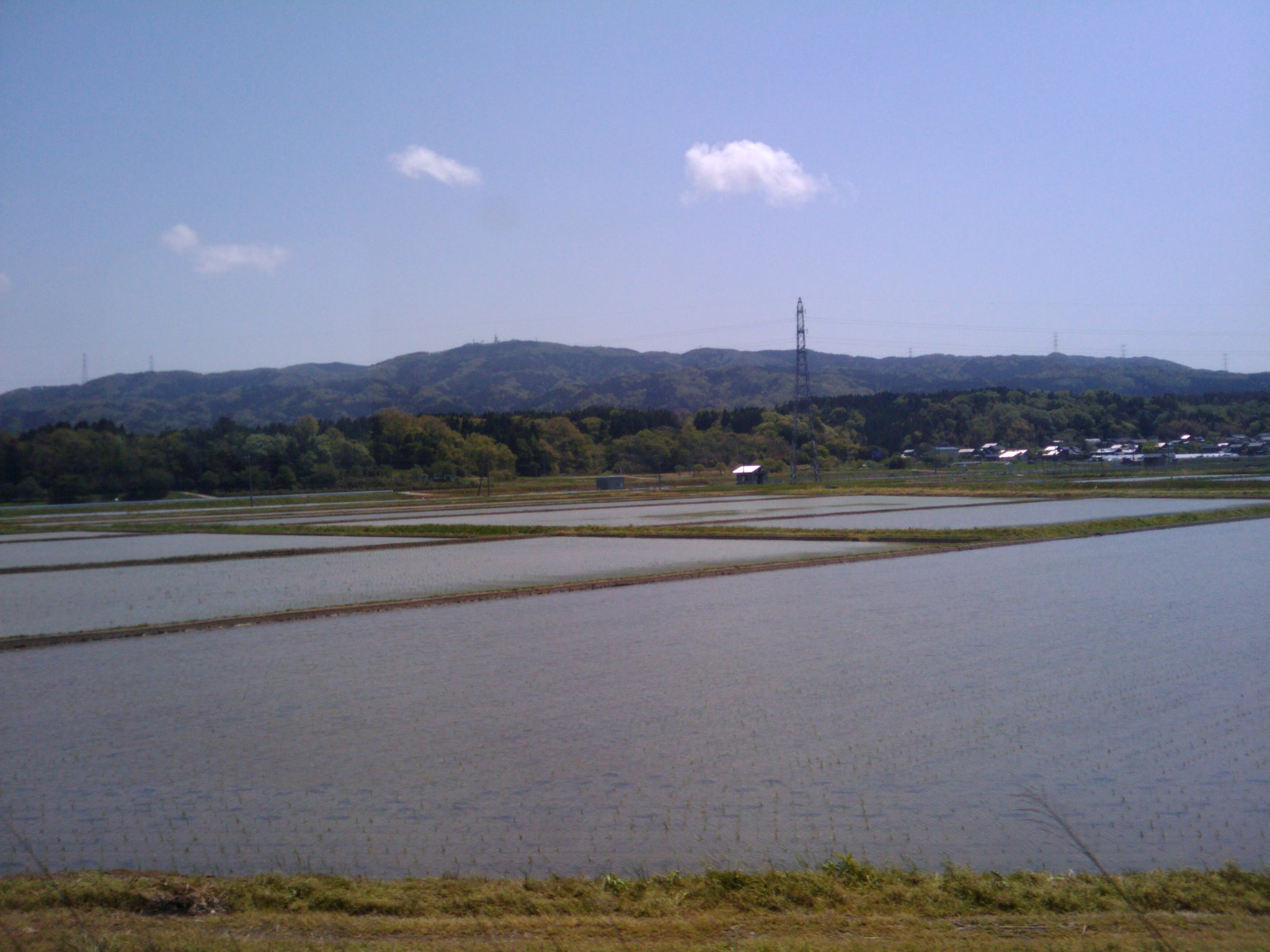
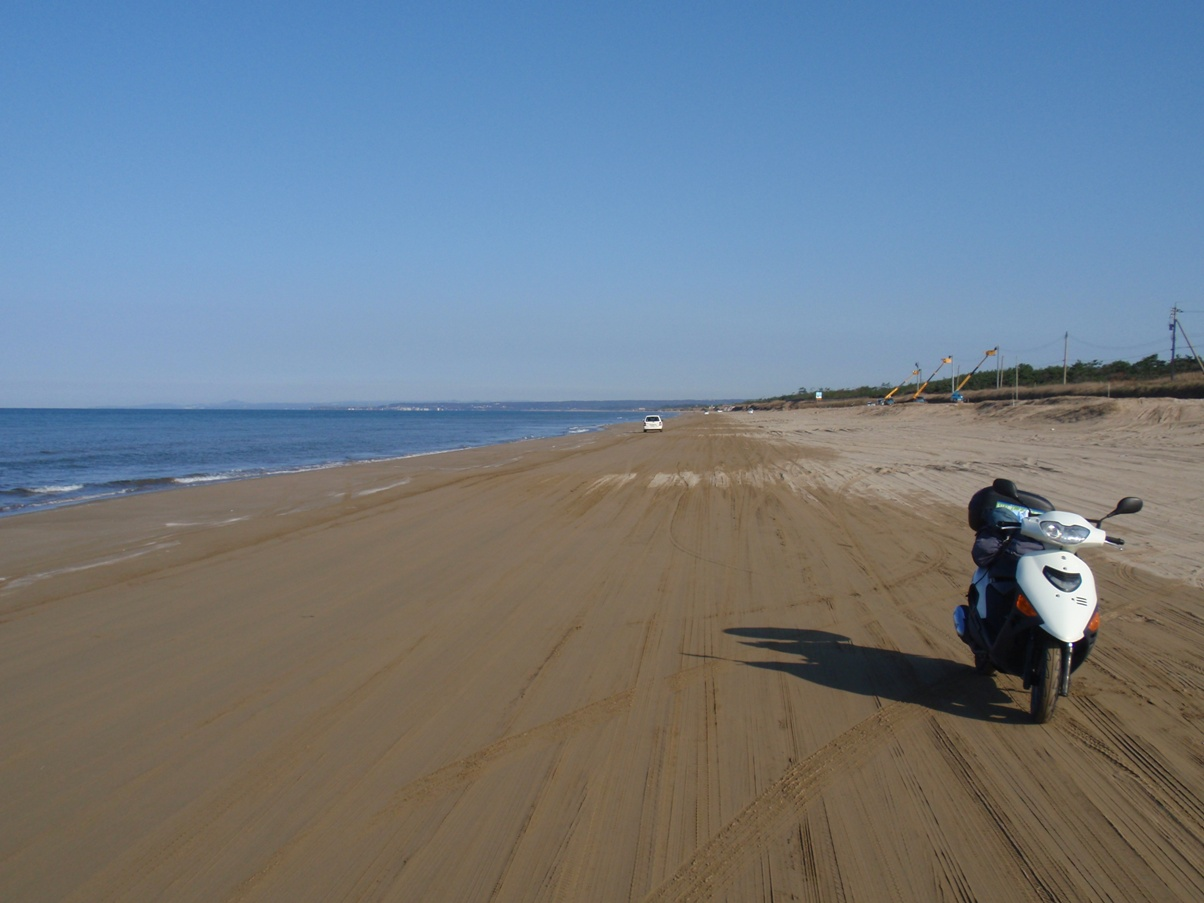